# Cordocentèse

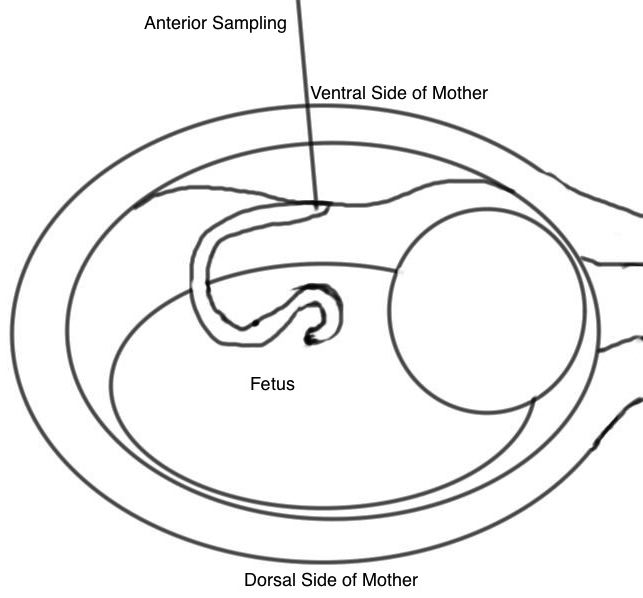
Cette image représente le prélèvement percutané de sang ombilical.

La cordocentèse ou prélèvement percutané de sang ombilical correspond au prélèvement de sang dans le cordon ombilical par exemple pour établir le caryotype de l'embryon, détecter une infection, une maladie hémolytique, etc. (diagnostic prénatal).